# Carmen Blanco García
Carmen Blanco García es una escritora gallega nacida en Lugo en 1954 autora de poesía, narrativa y ensayo. Es profesora de la Universidad de Santiago de Compostela y coordina, con Claudio Rodríguez Fer, la publicación multicultural y libertaria Unión Libre. Cuadernos de vida e culturas, desde 1996.

## Trayectoria
Como ensayista, se centra en los temas de poder, mujer, sexo, memoria, lugar, cultura y literatura, temática en la que abre un camino libertario con los libros Literatura galega da muller (Xerais, 1991), Escritoras galegas (Compostela, 1992), Libros de mulleres (Do Cumio, 1994), O contradiscurso das mulleres (Nigra, 1995), Nais, damas, prostitutas e feirantas (Xerais, 1995), Mulleres e independencia (Do Castro, 1995), El contradiscurso de las mujeres (Nigra, 1997, versión actualizada de la obra homónima traducida al castellano por Olga Novo), Luz Pozo Garza: a ave do norte (Linteo, 2002), Alba de mulleres (Xerais, 2003), Sexo e lugar (Xerais, 2006), María Mariño. Vida e obra (Xerais, 2007), Casas anarquistas de mulleres libertarias (CNT, 2007), Feministas e libertarias (Meubook, 2010) y Letras lilas (Unión Libre, 2019). 
Dio a conocer una muestra de su obra poética en marcha Estraña estranxeira (BVG, 2004) y los poemarios Un mundo de mulleres (Biblos, 2011) y Lobo amor (Unión Libre, 2011).
En el género narrativo, publicó la recreación de cuentos clásicos Vermella con lobos (Xerais, 2004) y la novela patchwork de microrrelatos Atracción total (Xerais, 2008).
Es profesora titular de Literatura Gallega en la Facultad de Humanidades de la Universidad de Santiago de Compostela. Fue profesora agregada de Lengua y Literatura Española, con destino en Santiago de Compostela y en Chantada (Lugo), y de Lengua y Literatura Gallega de enseñanza media, con destino en Lugo, así como titular de estas últimas disciplinas en la Escuela Universitaria de Formación del Profesorado de Lugo. En 1994 se doctoró en la Universidad de Santiago de Compostela con la tesis Imaxes de mulleres na literatura galega contemporánea á luz dos discursos feministas, pionera en los estudios de género.
Publicó Conversas con Carballo Calero (Galaxia, 1989) y Carballo Calero: política e cultura (Do Castro, 1991), así como Uxío Novoneyra (A Nosa Terra, 2009) y Novoneyra: un cantor do Courel a Compostela. O poeta nos lugares dos seus libros (Toxosoutos, 2010). Además, es autora de diversas ediciones introducidas de autores contemporáneos: Uma voz na Galiza (Sotelo Blanco 1992), de Ricardo Carvalho Calero; Códice Calixtino (Xerais, 1992), Historias fidelísimas (Linteo, 2003) y Memoria solar (Linteo, 2004) de Luz Pozo Garza, la compilación de estudios Día das Letras Galegas 2007. María Mariño Carou (Universidade de Santiago de Compostela 2007), y, en colaboración con Claudio Rodríguez Fer, Con pólvora y magnolias de Xosé Luis Méndez Ferrín (Xerais, 1989) y Os eidos de Uxío Novoneyra (Xerais, 1990).
Editó e introdujo la muestra bilingüe de poesía gallega Extranjera en su patria. Cuatro poetas gallegos. Rosalía de Castro. Manuel Antonio. Luís Pimentel. Luz Pozo Garza (Círculo de Lectores / Galaxia Gutenberg, 2005). Colaboró en numerosos libros colectivos, actas de congresos, revistas especializadas y periódicos.
Cultivó la creación plástica diseñando e ilustrando los poemarios Tigres de ternura (Reprografía 1846, 1981, 1982. Premio de la Crítica Española 1982), Historia da lúa (Galaxia, 1984), Vulva (Libros de la cebra, 1990) y A muller núa (Compostela, 1992) de Claudio Rodríguez Fer, al igual que el Manifesto por un movemento vital (1990) de este mismo autor, o creando el logotipo de la revista Unión libre.
Como traductora publicó versiones de José Ángel Valente, José Agustín Goytisolo o Raul Henao, y su heterónima Emma Luaces, que lleva el nombre en homenaje a la libertaria rusa Emma Goldman y a la genealogía materna de la autora, publicó versiones de Safo en el libro Do amor e da literatura (Linteo, 2007).
Formó parte del Consello da Memoria, es secretaria de la Asociación para a Dignificación das Vítimas do Fascismo (2005), Premio Galiza Mártir de la Fundación Alexandre Bóveda (2014) y autora, con Rodríguez Fer, de la exposición Vermellas (2009) y del libro Vivas en nós (2011), en homenaje a las mujeres represaliadas por el levantamiento militar de 1936.
Forma parte del movimiento de liberación de las mujeres desde los años setenta y es autora de la letra del himno gallego de la Marcha Mundial de las Mujeres, "Marchando máis alá" (2000).

## Obra

### Ensayo
- Carballo Calero: política e cultura (Edicións do Castro, 1991).
- Literatura galega da muller (Xerais, 1991).
- Escritoras galegas (Editorial Compostela, 1992).
- Libros de mulleres. (Por unha bibliografía de escritoras en lingua galega: 1863-1992) (Edicións do Cumio, 1994).
- O contradiscurso das mulleres (Nigra, 1995). Versión en castellano ampliada como El contradiscurso de las mujeres (Nigra, 1997), traducida por Olga Novo.
- Mulleres e independencia (Edicións do Castro, 1995).
- Nais, damas, prostitutas e feirantas (Xerais, 1995).
- Luz Pozo Garza: a ave do norte (Linteo, 2002).
- Alba de mulleres (Xerais, 2003).
- Sexo e lugar (Xerais, 2006).
- Casas Anarquistas de Mulleres Libertarias (CNT, 2007).
- María Mariño. Vida e obra (Xerais, 2007).
- Uxío Novoneyra (A Nosa Terra, 2009).
- Feministas e libertarias (Meubook, 2010).
- Novoneyra: un cantor do Courel a Compostela. O poeta nos lugares dos seus libros (Toxosoutos, 2010).
- Letras lilas (Unión Libre,  2019)

### Narrativa
- Vermella con lobos (Xerais, 2004).
- Atracción total (Xerais, 2008).

### Poesía
- Estraña estranxeira (Biblioteca Virtual Galega, 2004).
- Un mundo de mulleres (Biblos, 2011).
- Lobo amor (Unión Libre, 2011).

### Entrevista
- Conversas con Carballo Calero (Galaxia, 1989).

### Traducción
- Do amor e da literatura (Linteo, 2007). Versión de Safo al gallego con el seudónimo de Emma Luaces.
- Extranjera en su patria. Cuatro poetas gallegos. Rosalía de Castro, Manuel Antonio, Luís Pimentel, Luz Pozo Garza (Círculo de Lectores / Galaxia Gutenberg, 2005), edición bilingüe gallego-castellano.

### Ediciones
- Con pólvora e magnolias, de Xosé Luís Méndez Ferrín (Xerais, 1989). Con Claudio Rodríguez Fer.
- Os eidos, de Uxío Novoneyra (Xerais, 1990). Con Claudio Rodríguez Fer.
- Códice Calixtino, de Luz Pozo Garza (Xerais, 1992).
- Umha voz na Galiza, de Ricardo Carvalho Calero (Sotelo Blanco, 1992).
- Antoloxía poética, de Uxío Novoneyra (A Nosa Terra/AS-PG, 1997).
- Historias fidelísimas, de Luz Pozo Garza (PEN Clube de Galicia, 2003).
- Memoria solar, de Luz Pozo Garza (Linteo, 2004).